# Zamek Devín

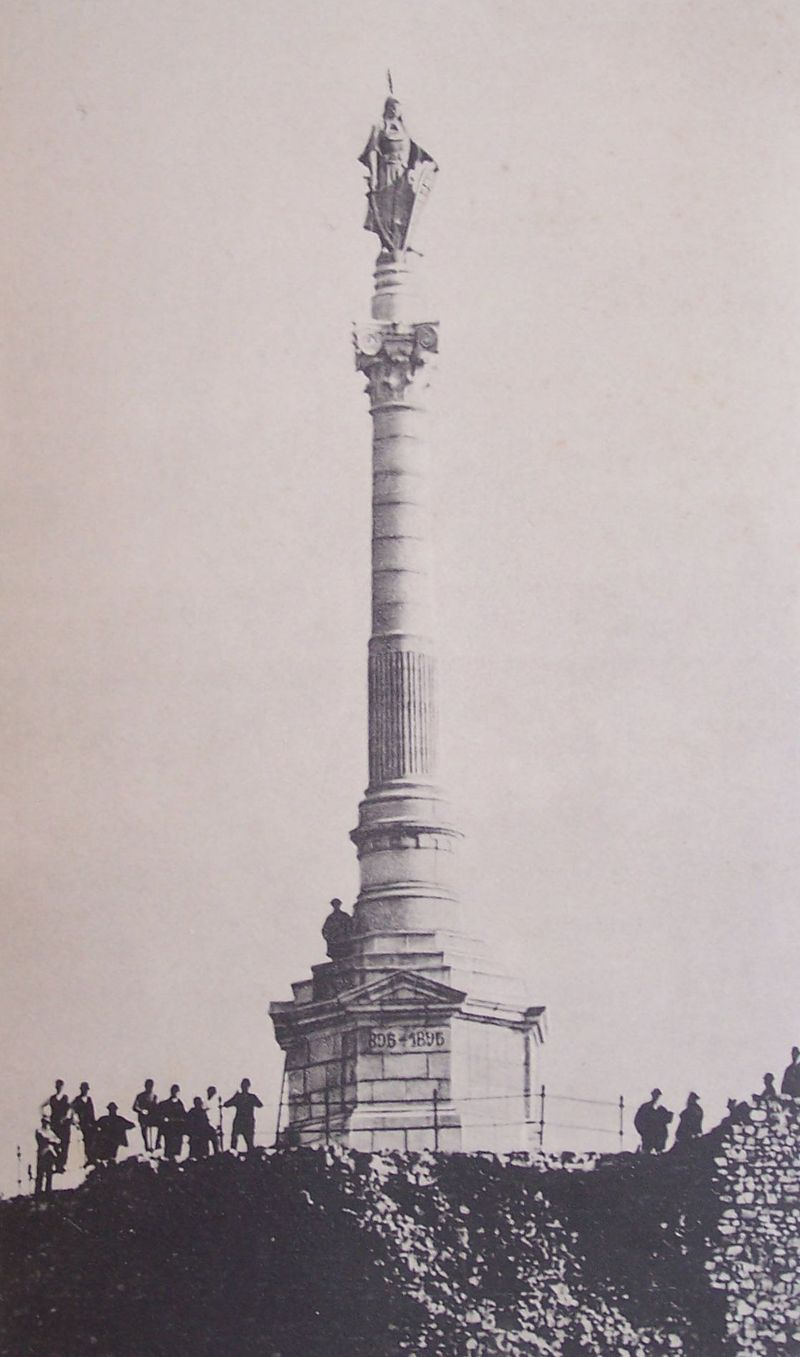
Kolumna Arpada na zamku w latach 1896–1918

Zamek Devín, pol. również Dziewin (słow. hrad Devín, też Devínsky hrad, węg. Dévény, niem. Burg Theben/Thebener Burg) – ruiny średniowiecznego zamku Devín położone na potężnej skale u ujścia rzeki Morawy do Dunaju, w bratysławskiej dzielnicy Devín na Słowacji; oddział Muzeum Miasta Bratysławy.
Miejsce to znane było już w starożytności – znajdował się tu rzymski posterunek graniczny. Pierwsza historyczna wzmianka o samym zamku pochodzi jednak dopiero z IX wieku n.e. Istnieją też pewne spekulacje na temat jego identyfikacji jako Wogastisburg – zamku o nieustalonej lokalizacji, wzmiankowanego w VII stuleciu. Tezę te odrzucają jednak pracujący tam archeolodzy Veronika Plachá i Jana Hlavicová, argumentując to brakiem znalezisk sprzed VIII wieku. 
Po upadku państwa wielkomorawskiego zamek często zmieniał właścicieli. Wraz z całą Bramą Morawską na początku XI wieku należał do Polski Bolesława Chrobrego. Następnie był własnością kolejnych rodów magnaterii węgierskiej. W skład dóbr panów na zamku wchodził Devín, Dúbravka, Devínska Nová Ves, Karlova Ves i Rača. W XVI wieku panami była tutaj rodzina Batorych, która przesiedliła na te tereny Chorwatów ze swoich włości zajętych przez Turków. 
Najdłużej zamek był w rękach rodziny Pálffy – od XVII wieku do 1932 roku, kiedy został wykupiony przez Słowaków (choć nie zawsze był zamieszkany). Wysadzony w powietrze przez wojska napoleońskie w 1809 roku. W 1836 roku odbyła się wyprawa szturowców na Devín. W 1896 roku na skale z ruinami zamku wzniesiono 33-metrową Kolumnę Arpada dla upamiętnienia tysiąclecia państwa węgierskiego, jednak w 1918 (lub 1920) roku pomnik ten zniszczyły oddziały wojsk czeskich (czechosłowackich), a ocalałe resztki wywieziono na Węgry.
W latach 1939–1945 zamek wraz z okolicą został wcielony do III Rzeszy, gdyż mieszkała tutaj liczna społeczność niemiecka.
Od 1961 roku ruiny dostępne są zwiedzającym, jednak w latach 80. część była zamknięta z powodów politycznych – granica z Austrią przebiega tuż za skałą (wzdłuż Dunaju) i komunistyczne władze bały się, że ktoś może podjąć próbę ucieczki. Istnieją opowieści o kilku udanych ucieczkach lotnią, nie są one jednak potwierdzone.
Na zamku kończy się najdłuższy znakowany szlak turystyczny na terenie Słowacji – Cesta hrdinov SNP (a konkretnie jego część pod nazwą Szlak Generała Štefánika), biegnący tu z Przełęczy Dukielskiej w Beskidzie Niskim.
W ostatnich latach ruiny stały się ważnym punktem uroczystości narodowych ku czci świętych Cyryla i Metodego, odbywających się 5 lipca.

## Stanowisko archeologiczne
Wraz z rozwojem świadomości narodowej Słowaków rosło ich zainteresowanie własną historią, a w szczególności – w opozycji do dominacji madziarskiej – historią osadnictwa słowiańskiego na terenach ówczesnych Górnych Węgier. Skała devińska od dawna była uważana za jedno z potencjalnych miejsc takiego osadnictwa. Pierwsze prace archeologiczne na zamku podjął w 1914 roku – za namową czeskiego miłośnika historii Jozefa Zavadila – czeski geodeta i archeolog Innocens Ladislav Červinka. Prace, przerwane przez I wojnę światową, były kontynuowane w latach 1921–1923, kiedy to wyraźnie wzrosło zainteresowanie tak naukowców, jak i szerszej opinii społecznej dziejami państwa wielkomorawskiego. W ich wyniku pomiędzy północną a wschodnią bramą odkryte zostały ślady osadnictwa z wczesnej epoki brązu, a zwłaszcza pozostałości osiedla z późnego okresu lateńskiego. Wykopaliska w południowo-wschodniej części wzgórza zamkowego, tzw. „Akropolu”, objawiły pozostałości osiedla późnolateńskiego oraz cmentarzysko z X–XII wieku.
W efekcie prowadzonych prac wykopaliskowych na terenie ruin zamku odkryto później świątynię z okresu wczesnego chrześcijaństwa. Przeznaczenie odkrytych formacji określono na podstawie licznych znalezionych przedmiotów religijnych (krucyfiksy etc.).
W centralnej części zamku wydrążona została studnia o głębokości 55 metrów. W okresie zimowym jest zakrywana ze względów bezpieczeństwa. Przez pozostałą część roku można podziwiać jej głębokość.
Część podziemi zamku udostępniona jest dla zwiedzających. Na stałe funkcjonują w nich dwie wystawy – jedna zawiera eksponaty darczyńców dotyczące różnych okresów historycznych (przedmioty w niej wystawione nie pochodzą z wykopalisk prowadzonych na terenie zamku Devín) oraz druga w części głównej cytadeli, gdzie umieszczono przedmioty wydobyte z różnych części zamku.